# Bahnstrecke Lengenfeld–Göltzschtalbrücke
| |                                        |                                      |                                    |
| Streckennummer: | 6667; sä. LMG                          |                                      |                                    |
| Kursbuchstrecke: | 144f (1934) 173g (1946) DR: 443 (1973) |                                      |                                    |
| Streckenlänge: | 12,104 km                              |                                      |                                    |
| Spurweite: | 1435 mm (Normalspur)                   |                                      |                                    |
| Maximale Neigung: | 17 ‰                                   |                                      |                                    |
| Minimaler Radius: | 175 m                                  |                                      |                                    |
| |                                        |                                      |                                    |
| \| \| \| von Falkenstein (Vogtl) \| \| \| \| 0,000 \| Lengenfeld (Vogtl) \| 387 m \| \| \| 0,341 \| Brücke Lengenfeld (Göltzsch; 74 m) \| Brücke Lengenfeld (Göltzsch; 74 m) \| \| \| \| nach Zwickau (Sachs) Hbf \| \| \| \| 1,370 \| Lengenfeld (Vogtl) Baumwollspinnerei \| 366 m \| \| \| 3,055 \| Wolfspfütz \| 355 m \| \| \| 4,738 \| Weißensand \| 344 m \| \| \| \| Bundesautobahn 72 \| \| \| \| 6,560 \| Schneidenbach \| 335 m \| \| \| 8,422 \| Mühlwand \| 320 m \| \| \| 10,180 \| Mylau Bad 12.1945 aufgelassen \| 310 m \| \| \| 10,950 \| Mylau Hp \| 305 m \| \| \| \| von Reichenbach (Vogtl) ob Bf \| \| \| \| 11,470 \| Mylau Anker 12.1945 aufgelassen \| 300 m \| \| \| 12,104 \| Göltzschtalbrücke \| 298 m \| \| \| 12,849 \| (Streckenende) \| (Streckenende) \| |                                        |                                      |                                    |
| Strecke |                                        | von Falkenstein (Vogtl)              | von Falkenstein (Vogtl)            |
| Bahnhof | 0,000                                  | Lengenfeld (Vogtl)                   | 387 m                              |
| Brücke über Wasserlauf | 0,341                                  | Brücke Lengenfeld (Göltzsch; 74 m)   | Brücke Lengenfeld (Göltzsch; 74 m) |
| Abzweig ehemals geradeaus und nach rechts |                                        | nach Zwickau (Sachs) Hbf             | nach Zwickau (Sachs) Hbf           |
| Haltepunkt / Haltestelle (Strecke außer Betrieb) | 1,370                                  | Lengenfeld (Vogtl) Baumwollspinnerei | 366 m                              |
| Bahnhof (Strecke außer Betrieb) | 3,055                                  | Wolfspfütz                           | 355 m                              |
| Bahnhof (Strecke außer Betrieb) | 4,738                                  | Weißensand                           | 344 m                              |
| Strecke mit Straßenbrücke (Strecke außer Betrieb) |                                        | Bundesautobahn 72                    | Bundesautobahn 72                  |
| Haltepunkt / Haltestelle (Strecke außer Betrieb) | 6,560                                  | Schneidenbach                        | 335 m                              |
| Bahnhof (Strecke außer Betrieb) | 8,422                                  | Mühlwand                             | 320 m                              |
| Haltepunkt / Haltestelle (Strecke außer Betrieb) | 10,180                                 | Mylau Bad 12.1945 aufgelassen        | 310 m                              |
| Haltepunkt / Haltestelle (Strecke außer Betrieb) | 10,950                                 | Mylau Hp                             | 305 m                              |
| Abzweig geradeaus und von rechts (Strecke außer Betrieb) |                                        | von Reichenbach (Vogtl) ob Bf        | von Reichenbach (Vogtl) ob Bf      |
| Haltepunkt / Haltestelle (Strecke außer Betrieb) | 11,470                                 | Mylau Anker 12.1945 aufgelassen      | 300 m                              |
| Bahnhof (Strecke außer Betrieb) | 12,104                                 | Göltzschtalbrücke                    | 298 m                              |
| | 12,849                                 | (Streckenende)                       | (Streckenende)                     |

Die Bahnstrecke Lengenfeld–Göltzschtalbrücke war eine Nebenbahn in Sachsen. Sie begann im Bahnhof von Lengenfeld (Vogtland) an der Bahnstrecke Zwickau–Falkenstein und führte im Göltzschtal nach Mylau, wo im Bahnhof Göltzschtalbrücke Anschluss an die Bahnstrecke Reichenbach–Göltzschtalbrücke bestand.

## Geschichte
Bereits 1885 forderte ein Lengenfelder Komitee eine Bahn von Lengenfeld über Mylau ins thüringische Greiz, welche technisch unschwierig im Göltzschtal verlaufen sollte. Zunächst wurde das Projekt, wie auch eine Bahn von Reichenbach hinab ins Göltzschtal, noch abgelehnt. Am 21. Juni 1893 wurde dann eine von Reichenbach nach Mylau führende Bahnstrecke konzessioniert, welche ihren Endpunkt an der Göltzschtalbrücke haben sollte. Diese Strecke wurde am 30. April 1895 eröffnet.
Die Stadt Lengenfeld forderte jedoch auch weiterhin eine Bahnstrecke durch das Göltzschtal nach Greiz. Am 5. Juni 1901 wurde auch diese Strecke von der sächsischen Regierung genehmigt. Die angestrebte Weiterführung nach Greiz konnte allerdings nicht erreicht werden. Die Stadt Greiz strebte eine direkte Streckenführung vom oberen Bahnhof in Reichenbach an, welche von sächsischer Seite nicht gewollt war. Im Oktober 1901 begannen die Bauarbeiten von beiden Endpunkten aus. Ab dem 16. November 1903 verkehrten die ersten Züge zwischen Weißensand und Bahnhof Göltzschtalbrücke. Am 17. Mai 1905 wurde die Gesamtstrecke eröffnet.
Der Zugverkehr wurde fortan durchgängig zwischen Lengenfeld und Reichenbach abgewickelt. Wegen des geringen Bedarfs im Reisezugverkehr verkehrten vor allem gemischte Züge. Ab 1935 kam auch ein Triebwagen zum Einsatz, der die Strecke Lengenfeld–Reichenbach ob Bf in genau einer Stunde bewältigte.

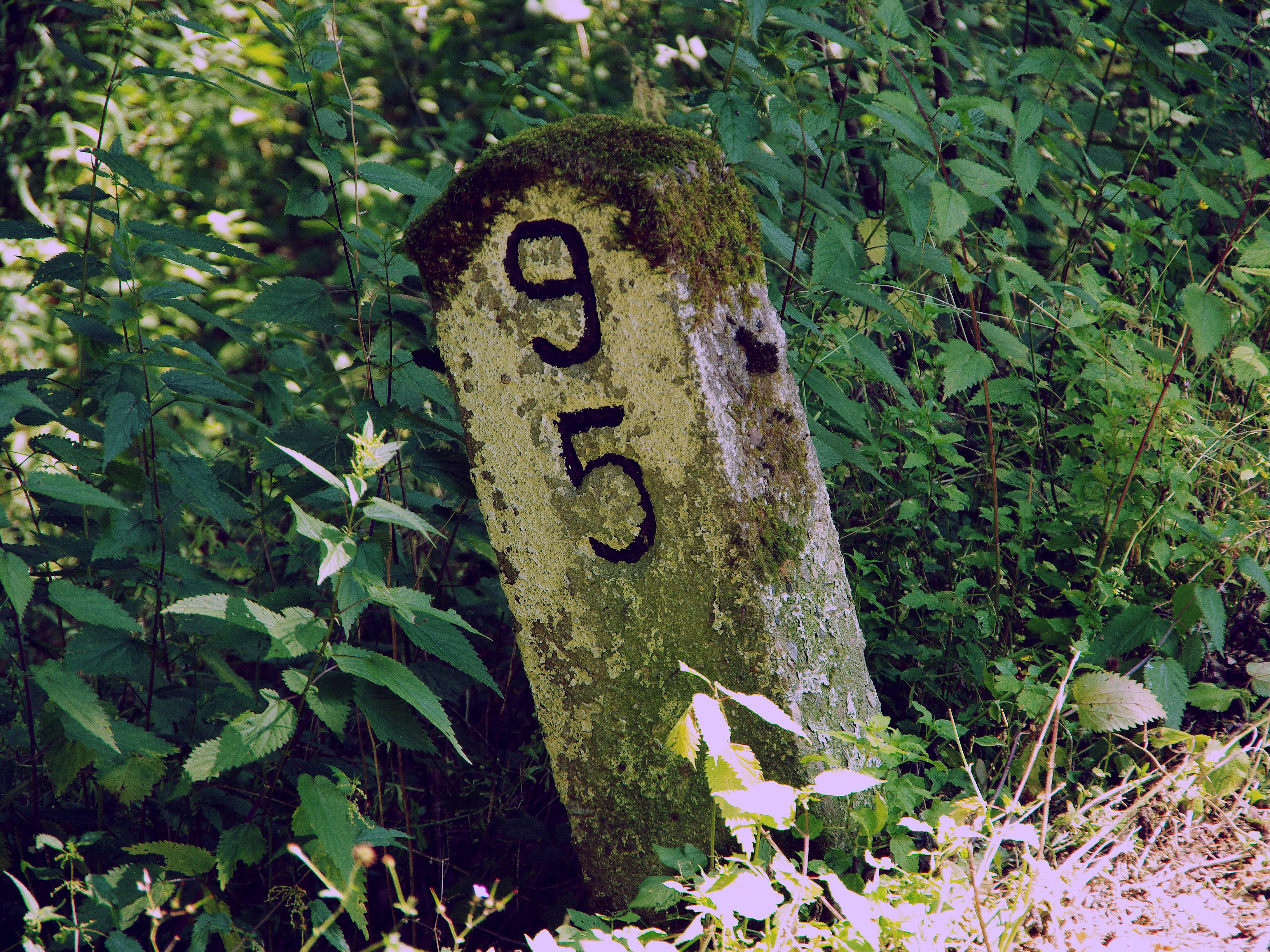
Alter Kilometerstein an der ehem. Bahnstrecke zwischen Mühlwand und Mylau Bad

Wegen des maroden Oberbaues zwischen Weißensand und Mühlwand ging der spärliche Reiseverkehr auf der Teilstrecke Wolfspfütz–Göltzschtalbrücke(–Reichenbach) am 15. Dezember 1957 auf einen Schienenersatzverkehr über. Er wurde auch später nicht wieder aufgenommen. Am 31. Mai 1958 wurde auch der durchgehende Güterverkehr eingestellt und der Abschnitt Weißensand–Mühlwand stillgelegt. 1967 wurde auch der Abschnitt Mühlwand–Göltzschtalbrücke aufgelassen. Nach 1970 blieb nur noch die Strecke zwischen Lengenfeld und Wolfspfütz in Betrieb. Ein reger Berufsverkehr verzögerte die eigentlich für 1968 geplante Gesamtstilllegung. Erst am 28. Mai 1971 verkehrten dort die letzten Reisezüge.
Erst 1975 begann der Streckenabbau bei Weißensand. Erhalten blieb ab 1984 nur das Gleis zwischen Lengenfeld und dem Bahnhof Wolfspfütz, welches fortan zur Abstellung von Schadwagen des Raw Zwickau diente. Die letzte Zugfahrt zur Abholung der Schadwagen fand dort am 8. Oktober 1987 statt, dann wurde die Strecke gesperrt. Das Gleis war auch nach dem 1996 erfolgten Ausbau der Anschlussweiche in Lengenfeld noch vorhanden, heute dagegen befindet sich im Abschnitt Lengenfeld–Wolfspfütz–Weißensand kein Stück Schiene mehr. Ab der ehemaligen Haltestelle Baumwollspinnerei Lengenfeld wurde auf dem alten Streckenabschnitt ein Bahntrassenweg nach Mylau und weiter zur Göltzschtalbrücke hergerichtet, an dessen Rand zuweilen (siehe Bild) noch die alten „Kilometersteine“ zu finden sind.

## Streckenbeschreibung
Ausgehend vom Bahnhof Lengenfeld (Vogtl) an der Bahnstrecke Zwickau–Falkenstein führte die Bahnstrecke in ihrer gesamten Länge durch das mittlere Göltzschtal. Bei Weißensand wurde die Straßenbrücke Göltzschtalbrücke (A 72) unterquert. Bis auf Weißensand und Mylau lagen die meisten Stationen nicht direkt in Ortsnähe. Beim Haltepunkt Mylau Anker wurde die Bahnstrecke Reichenbach–Göltzschtalbrücke eingebunden. Die Gleise beider Bahnstrecken führten parallel bzw. später als gemeinsames Gleis zum Bahnhof Göltzschtalbrücke und endeten nach Unterquerung der Göltzschtalbrücke.

### Betriebsstellen
Lengenfeld (Vogtl) ⊙
Der Bahnhof Lengenfeld (Vogtl) war nach der Betriebseröffnung der Bahnstrecke Zwickau–Falkenstein am 29. November 1875 neben Auerbach unt Bf die größte Zwischenstation der Bahnstrecke. Neben dem Empfangsgebäude (ein Typenbau), dem Güterschuppen, einem Wirtschaftsgebäude wurde auch eine Wasserstation errichtet.

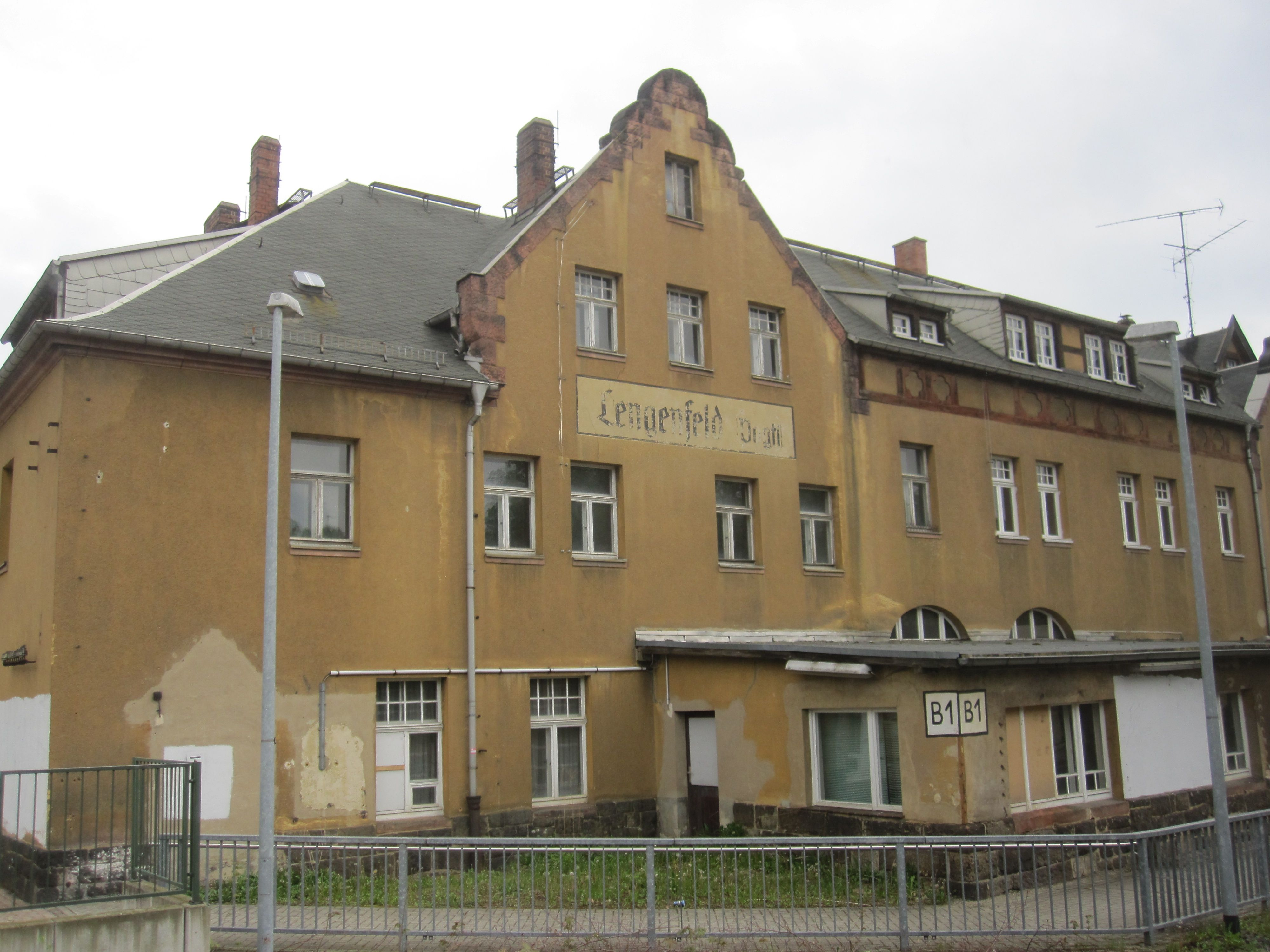
Bahnhof Lengenfeld (Vogtl), Empfangsgebäude

Ab 1904 wurde die Station im Zusammenhang mit dem Bau der 1905 eröffneten Bahnstrecke Lengenfeld–Göltzschtalbrücke komplett umgebaut. Dabei entstand auch ein komplett neues Empfangsgebäude. Im Laufe der Jahre kamen einige Anschlussbahnen hinzu, zudem erhielt Lengenfeld (Vogtl) in den 1930er Jahren eine eigene Kö.
In Richtung Bahnhof Göltzschtalbrücke wurde der Zugverkehr im Jahr 1958 zwischen Wolfspfütz und Göltzschtalbrücke eingestellt. Erst nach der Stilllegung der Reststrecke von Lengenfeld nach Wolfspfütz Anfang der 1970er Jahre sank die Bedeutung des Bahnhofs wieder. Heute liegen im Bahnhof Lengenfeld (Vogtl) nur noch drei Gleise, alle anderen wurden bei der Streckensanierung Ende der 1990er Jahre abgebaut.
Lengenfeld (Vogtl) Baumwollspinnerei ⊙

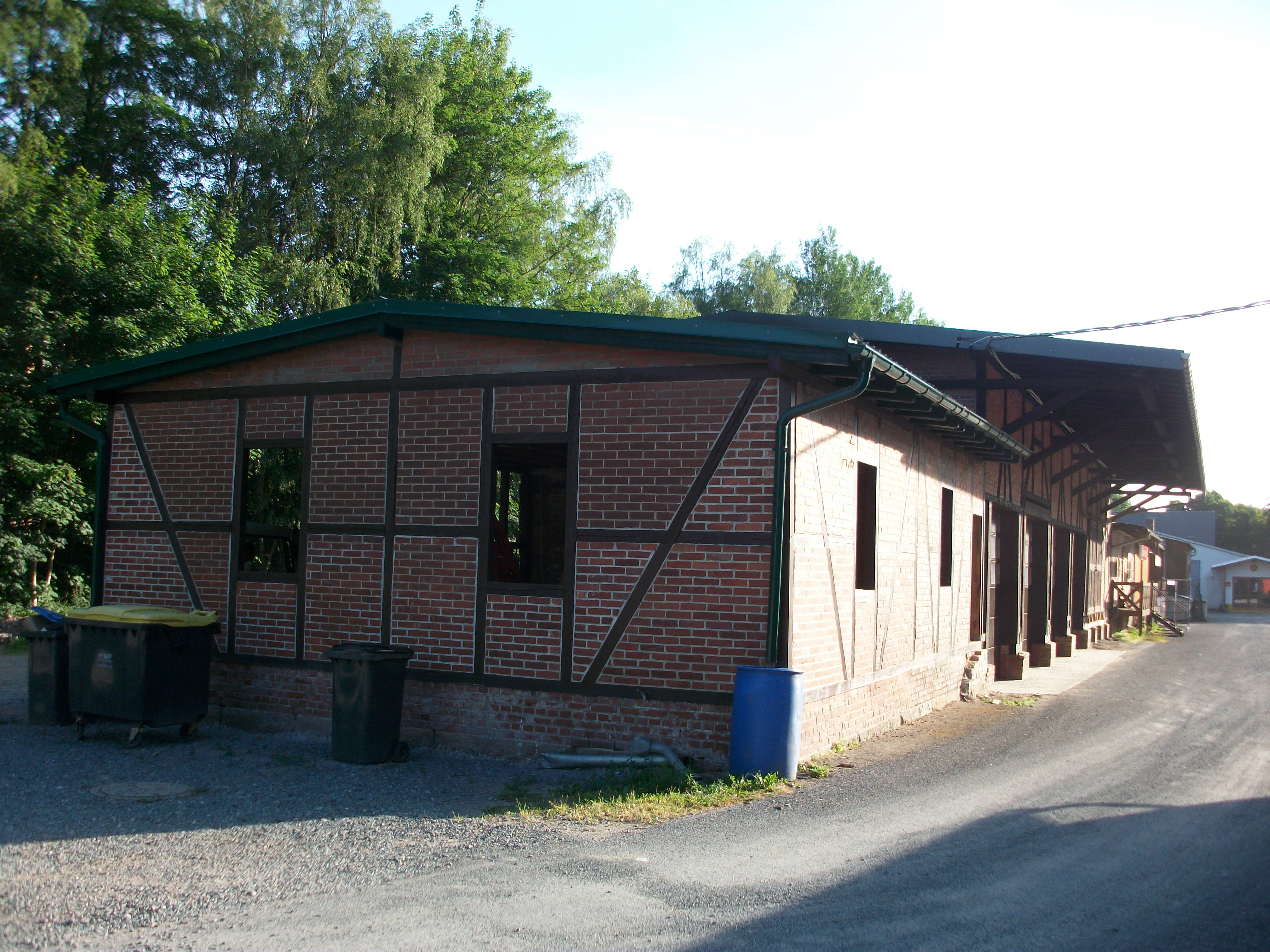
Ehemaliger Haltepunkt Lengenfeld (Vogtl) Baumwollspinnerei, Güterschuppen (2017)

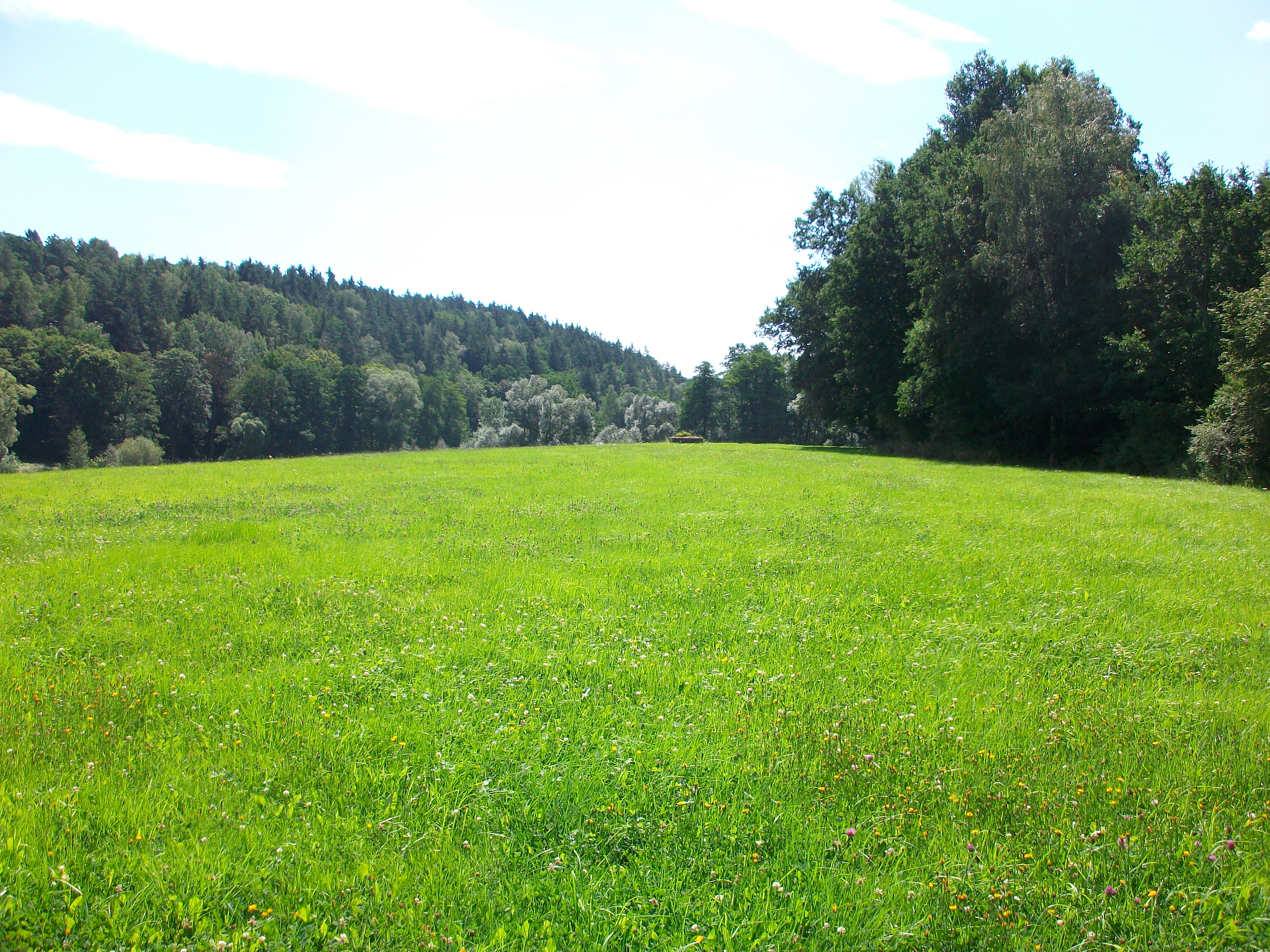
Lage des ehemaligen Haltepunkts Schneidenbach (2017)

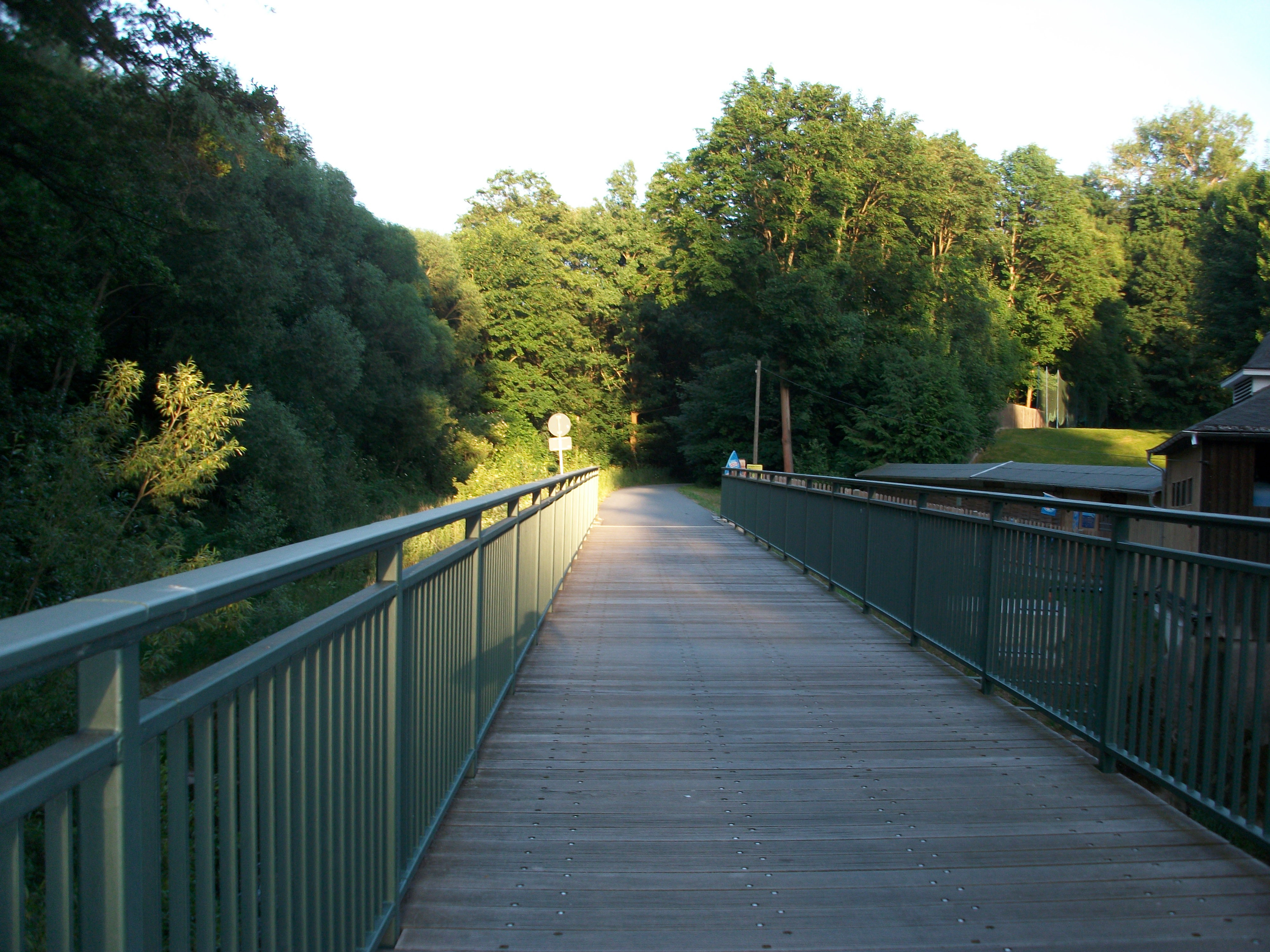
Ehemaliger Haltepunkt Mylau Bad (2017)

Der unbesetzte Haltepunkt Lengenfeld (Vogtl) Baumwollspinnerei wurde am 15. Mai 1935 im Nordwesten von Lengenfeld nahe der Baumwollspinnerei eröffnet. Er wurde hauptsächlich für die Arbeiter der umliegenden Betriebe eingerichtet. Die Station, welche lediglich aus einem 135 Meter langen Bahnsteig und einem Stationsschild bestand, war dem Bahnhof Lengenfeld (Vogtl) untergeordnet. Nachdem auf dem Abschnitt Lengenfeld (Vogtl)–Wolfspfütz am 28. Mai 1971 die letzten Reisezüge verkehrten, erfolgte am 29. Mai 1972 die Schließung der Station. Für den Personenverkehr existierten in der Station keine Hochbauten. Am Standort an der „Polenzstraße“ (Bundesstraße 94) im Nordwesten von Lengenfeld ist der Güterschuppen (Fachwerkbau) noch erhalten.
Wolfspfütz ⊙

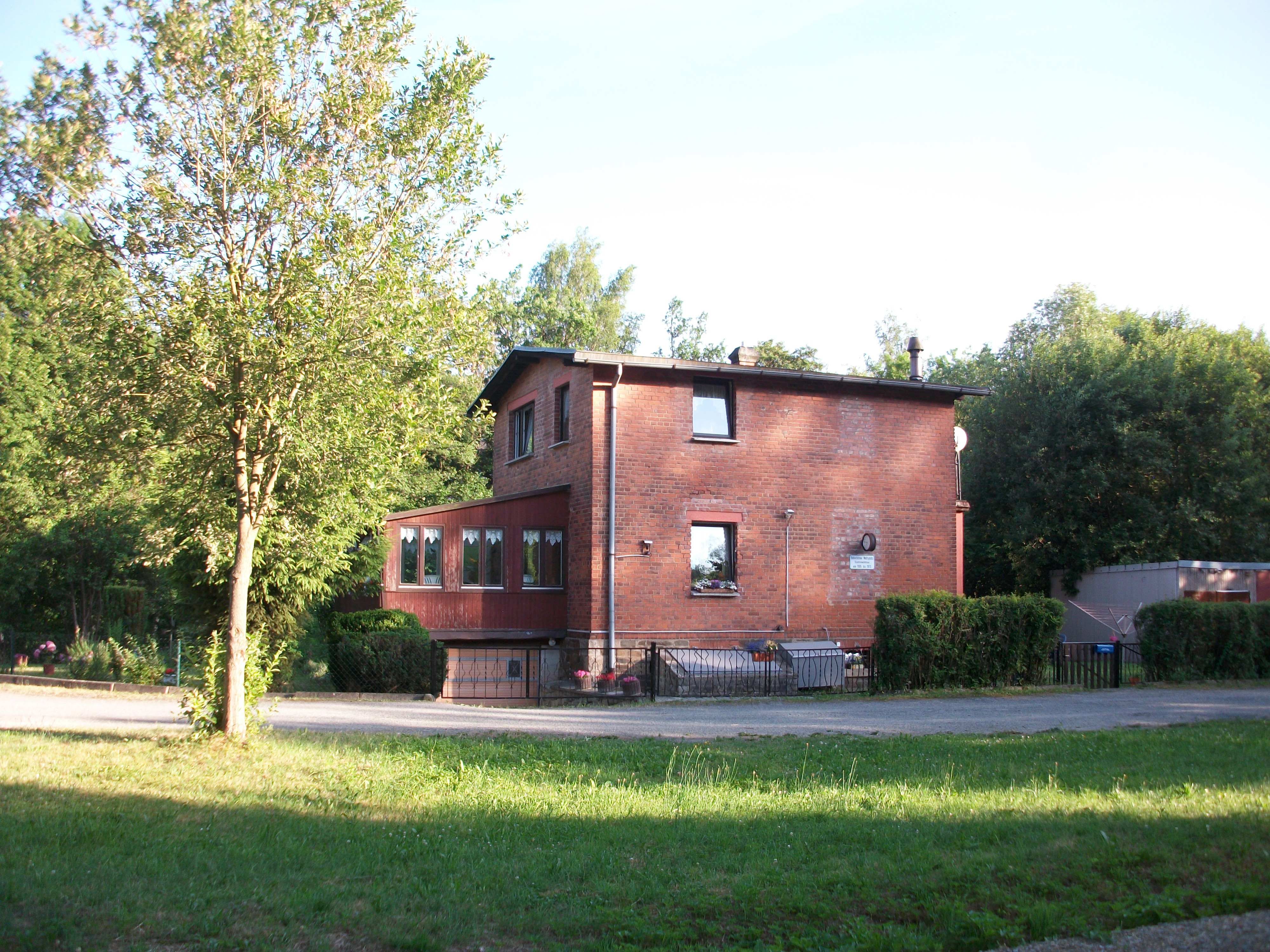
Ehemaliger Bahnhof Wolfspfütz, Beamtenwohnhaus (2017)

Der Bahnhof Wolfspfütz wurde am 3. Januar 1905 als Haltestelle eröffnet und noch im gleichen Jahr zum Bahnhof gewidmet. Die Station besaß neben einer hölzernen Wartehalle und dem Freiabtritt einen Wagenkasten auf dem Bahnsteig zur Unterstellung von Gerätschaften. Weiterhin existierten drei Wagenkästen an der Ladestraße, die als Behelfsgüterschuppen genutzt wurden. Gegenüber der Wartehalle wurde an der Zufahrt zur Ladestraße ein Beamtenwohnhaus errichtet. Parallel zum Streckengleis existierte ein beidseitig eingebundenes Ladegleis, an das sich östlich und westlich je ein Stumpfgleis anschloss. Zwischen 1935 und 1954 wurde die Station als Haltestelle geführt. Im Jahr 1960 erfolgte die Verlängerung des Bahnsteigs um 65 Meter und der Ausbau des westlichen Stumpfgleises.
Nach der Einstellung des durchgehenden Reiseverkehrs zwischen den Bahnhöfen Lengenfeld (Vogtl) und Göltzschtalbrücke war der Bahnhof Wolfspfütz seit dem 16. Dezember 1957 Endbahnhof der Personenzüge aus Lengenfeld. Dadurch wurde das Ladegleis zum Umsetzen der Züge benötigt. Die Station war bis zur endgültigen Stilllegung am 26. Mai 1972 dem Bahnhof Lengenfeld (Vogtl) unterstellt.
Der Bahnhof Wolfspfütz befand sich ungefähr 750 Meter nördlich des Orts Wolfspfütz im Tal der Göltzsch. Von den Hochbauten existiert heute lediglich das Beamtenwohnhaus, das mit einer Tafel versehen ist. Auf dem Areal entstand ein Rastplatz. Die Trasse wurde im Wolfspfütz zu einem Radweg ausgebaut.
Weißensand ⊙

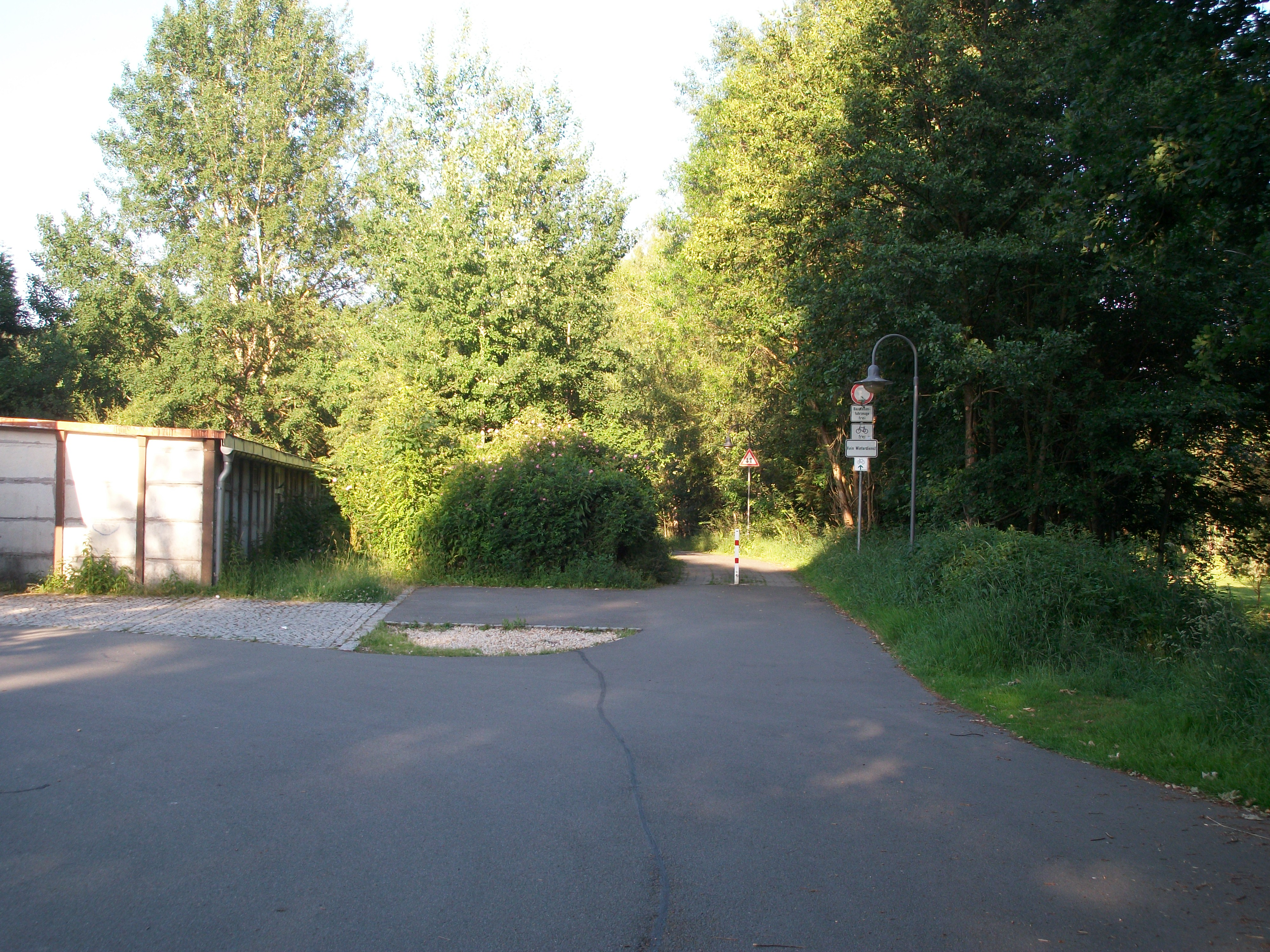
Standort der ehemaligen Haltestelle Weißensand (2017)

Die Haltestelle Weißensand wurde am 16. November 1903 als Güterladestelle eröffnet und im Jahr 1905 zum Bahnhof gewidmet. Sie bestand aus einem Umfahrungs- und einem Stumpfgleis, drei Weichen, Bahnsteig, hölzerner Wartehalle, Freiabtritt, Wagenkasten und einer Ladestraße mit weiterem Wagenkasten und Viehrampe. Nachdem die Station im Jahr 1933 zur Haltestelle zurückgestuft wurde, war sie durch den Bau der Autobahn (heutige Bundesautobahn 72) im Jahr 1936 erneut Bahnhof. Dabei wurden ihre Gleisanlagen erweitert und ihr die Gleisanlagen der Brückenbaustelle unterstellt, da ein Großteil des Baumaterials mit der Eisenbahn angeliefert wurde. Nach der Fertigstellung der Autobahn im Jahr 1939 wurde der Verladebahnhof wieder abgebaut und die Station Weißensand zur Haltestelle zurückgestuft. Zwischen 1941 und 1958 war die Station dem Bahnhof Göltzschtalbrücke unterstellt, danach fiel sie in den Zuständigkeitsbereich des Bahnhofs Reichenbach (Vogtl) unt Bf.
Nach der Einstellung des Personenverkehrs war die Station Weißensand seit dem 29. September 1957 nur noch eine Ladestelle. Im Jahr 1968 ging sie komplett außer Betrieb. Es sind keine Hochbauten mehr vorhanden. Am einstigen Standort befindet sich heute ein Kreisverkehr und ein Garagenkomplex. Die sich an die Stationsausfahrt in Richtung Bahnhof Göltzschtalbrücke anschließende Brücke wurde im Zuge des Ausbaus zum Radweg neu errichtet.
Schneidenbach ⊙
Der unbesetzte Haltepunkt Schneidenbach ging mit der Eröffnung der Teilstrecke Göltzschtalbrücke–Weißensand am 16. November 1903 in Betrieb. Er wurde jedoch erst mit Eröffnung der Gesamtstrecke am 16. Mai 1905 genutzt. Die Station im Tal der Göltzsch befand sich ungefähr einen Kilometer westlich vom Ort Schneidenbach entfernt. Sie diente nur dem Personenverkehr und verfügte über eine typische hölzerne Wartehalle ohne Fenster, einen Freiabtritt und einen Wagenkasten. In Fahrtrichtung Göltzschtalbrücke befand sich hinter der Station eine Brücke über den Mühlgraben und danach die einzige Wegüberführung der Bahnstrecke. Über diese führt der Wirtschaftsweg von Buchwald nach Schneidenbach vorbei an der Ausflugsgaststätte „Forsthaus Mylau“.
Die Station war bis zum 31. Mai 1923 dem Bahnhof Mylau unterstellt, danach bis zum 31. Dezember 1958 dem Bahnhof Göltzschtalbrücke. Anschließend war die Station dem Bahnhof Reichenbach (Vogtl) unt Bf unterstellt.
Am 29. September 1957 ging der Haltepunkt Schneidenbach außer Betrieb. Die hölzerne Wartehalle wurde an den Ortseingang von Schneidenbach in Richtung Weißensand umgesetzt, wo sie bis zu ihrem Abriss im Jahr 1994 als Buswartehäuschen diente. Auch das Stationsschild blieb an dem Gebäude bis zu dieser Zeit erhalten.
Mühlwand ⊙
Die Haltestelle Mühlwand wurde am 16. November 1903 eröffnet und 1905 zum Bahnhof erhoben. Bereits mit Freigabe der Strecke fand an der Station beschränkter Güterverkehr statt. Die Station besaß eine Wartehalle, ein Wohnhaus für den Vorsteher der Station (oberhalb der Zufahrt zur Ladestraße), einen Freiabtritt und drei Wagenkästen. Die Gleisanlagen bestanden aus fünf Weichen, einem Umfahrungsgleis, zwei Stumpfgleisen und einem Anschlussgleis zur „Kammgarnspinnerei Glaß“. Dadurch wurde ein umfangreicher Rangierverkehr in der Station gewährleistet. Seit dem 1. September 1933 wurde die Station wieder als Haltestelle geführt. Sie war bis 1923 dem Bahnhof Mylau, bis 1958 dem Bahnhof Göltzschtalbrücke und danach dem Bahnhof Reichenbach (Vogtl) unt. Bf unterstellt.
Wegen des maroden Oberbaues zwischen den Stationen Weißensand und Mühlwand ging der zu dieser Zeit spärliche Reiseverkehr auf der Teilstrecke Wolfspfütz–Göltzschtalbrücke(–Reichenbach) am 15. Dezember 1957 auf einen Schienenersatzverkehr über. Die Station Mühlwand wurde bereits seit dem 29. September 1957 als Ladestelle geführt. Am 31. Mai 1958 wurde auch der durchgehende Güterverkehr eingestellt und der Abschnitt Weißensand–Mühlwand stillgelegt. Mit der Stilllegung des Abschnitts Mühlwand–Göltzschtalbrücke ging die Ladestelle Mühlwand im April 1966 außer Betrieb. Heute erinnert nur noch das zur Station gehörige Wohnhaus an der „Mylauer Straße“ an die Haltestelle. Auf dem Gelände der Station im Zentrum des Orts befindet sich heute ein Parkplatz. Die Trasse in Richtung Mylau wurde zum Radweg ausgebaut.

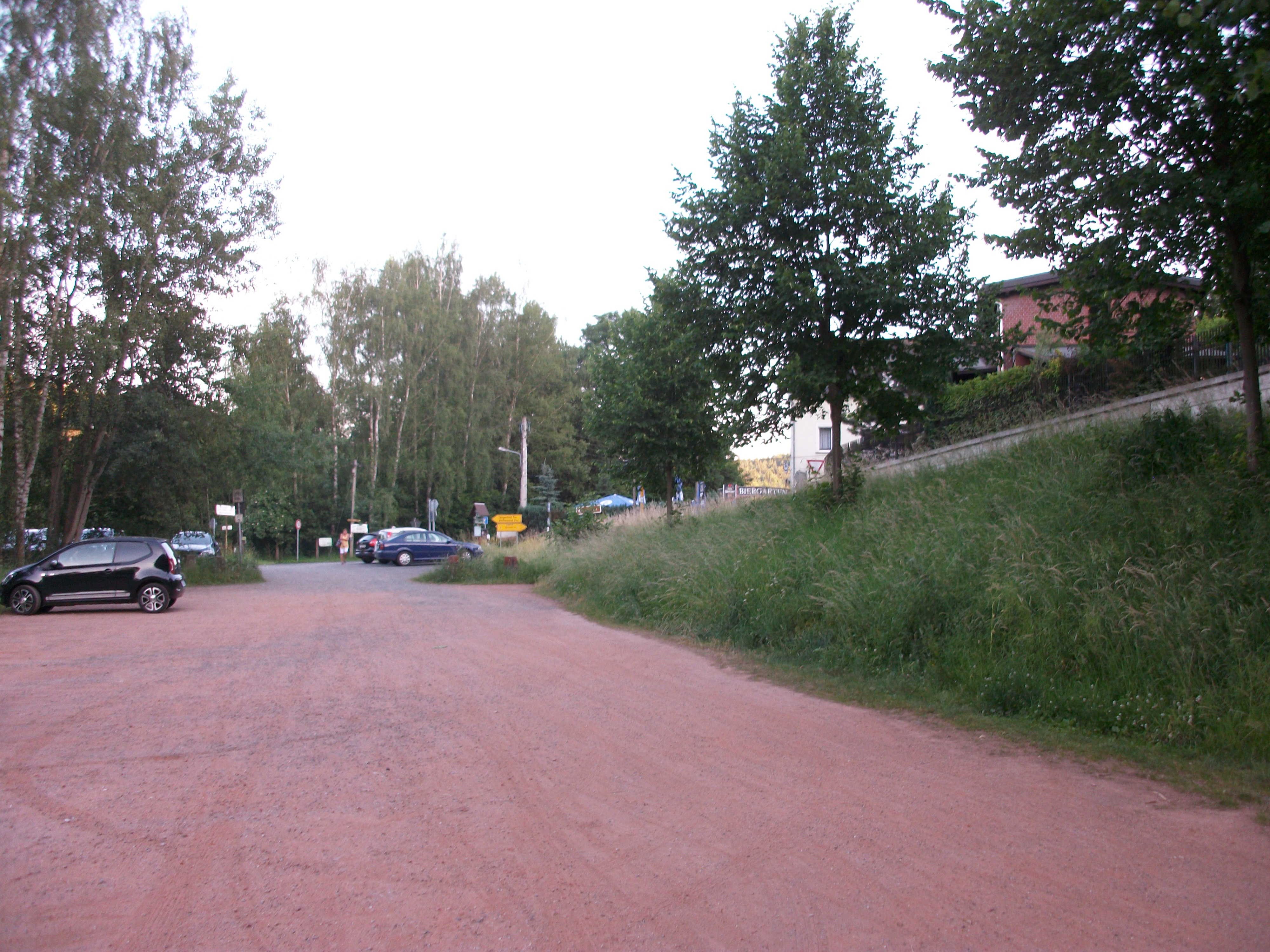
Ehemalige Haltestelle Mühlwand mit Wohnhaus (rechts) (2017)
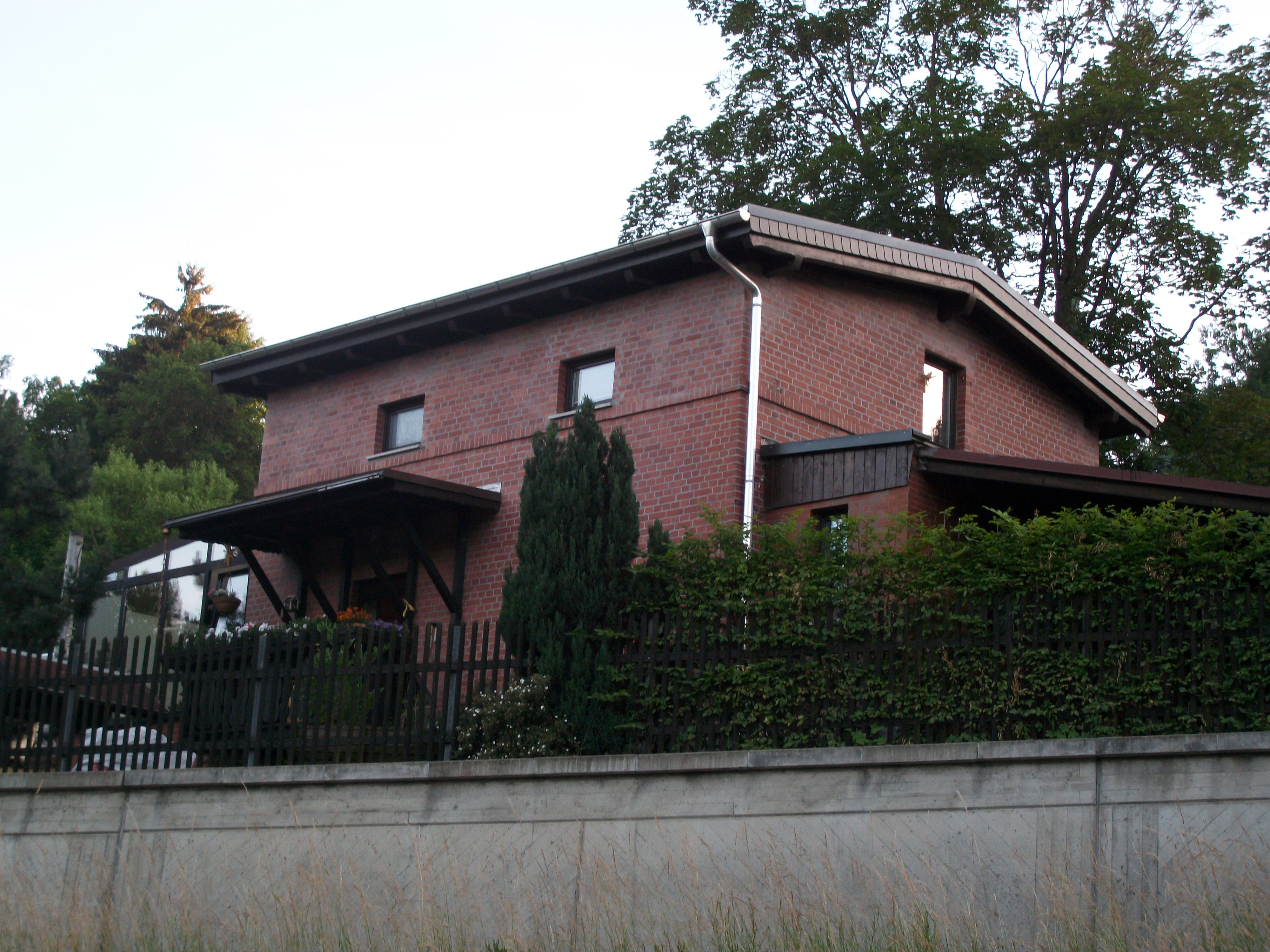
Ehemalige Haltestelle Mühlwand, Wohnhaus (2017)

Mylau Bad ⊙

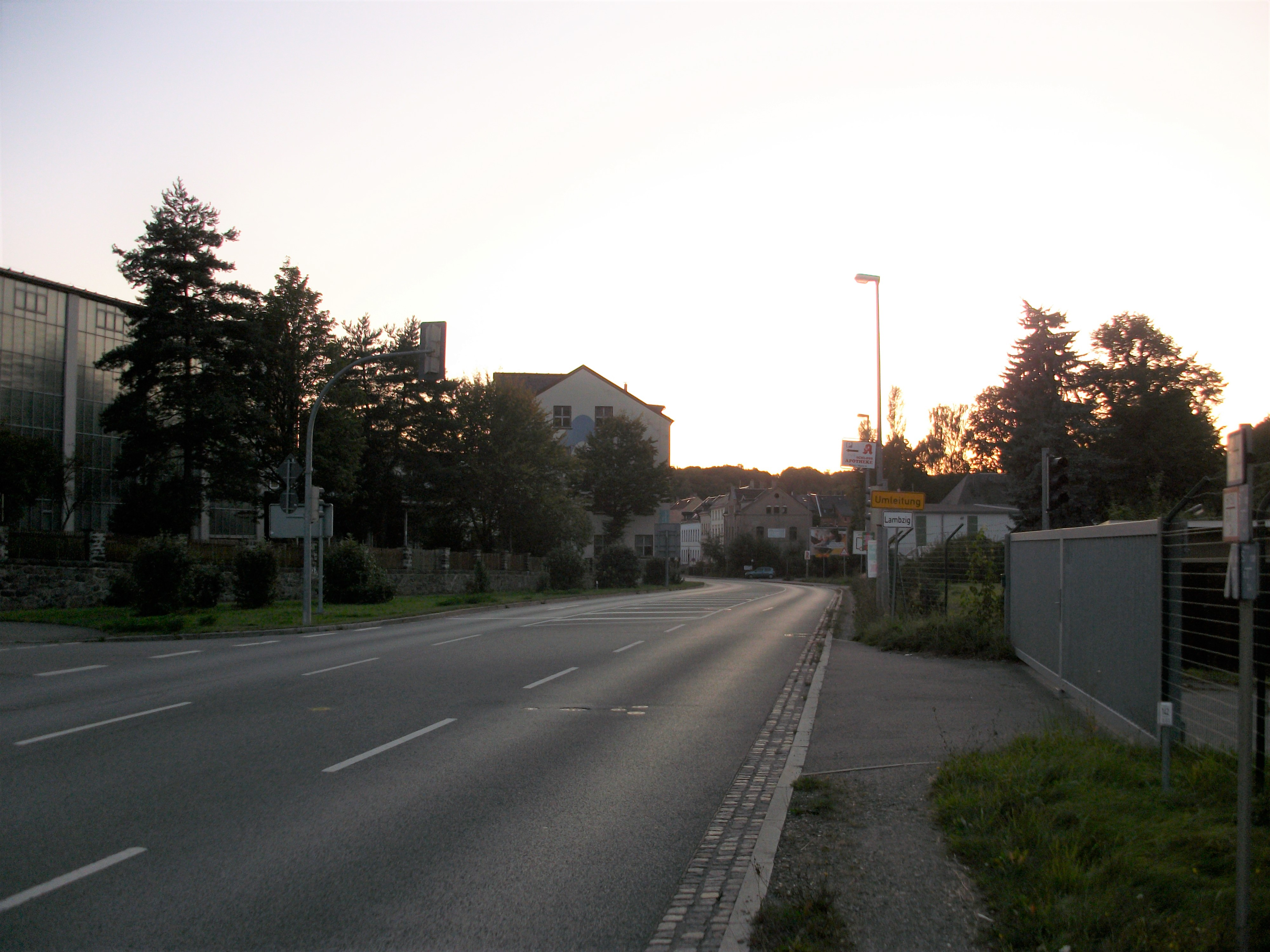
Ehemaliger Haltepunkt Mylau Anker, Richtung Göltzschtalbrücke (2017)

Der unbesetzte Haltepunkt Mylau Bad wurde am 15. Mai 1935 eröffnet. Er befand sich in Richtung Göltzschtalbrücke östlich des Mylauer Freibads, zu dem ein Zugangsweg vom Hintereingang zum Bahnsteig führte. Direkt im Anschluss an die Station wurde in Richtung Mylau die Göltzsch überquert. Der Bedarfs-Haltepunkt Mylau Bad wurde nur zu Öffnungszeiten des Freibads in den Sommermonaten bedient. Er war über die „Lengenfelder Straße“ erreichbar und besaß keine Hochbauten. Die Station wurde am 16. Dezember 1945 bereits wieder geschlossen.
Mylau Hp ⊙

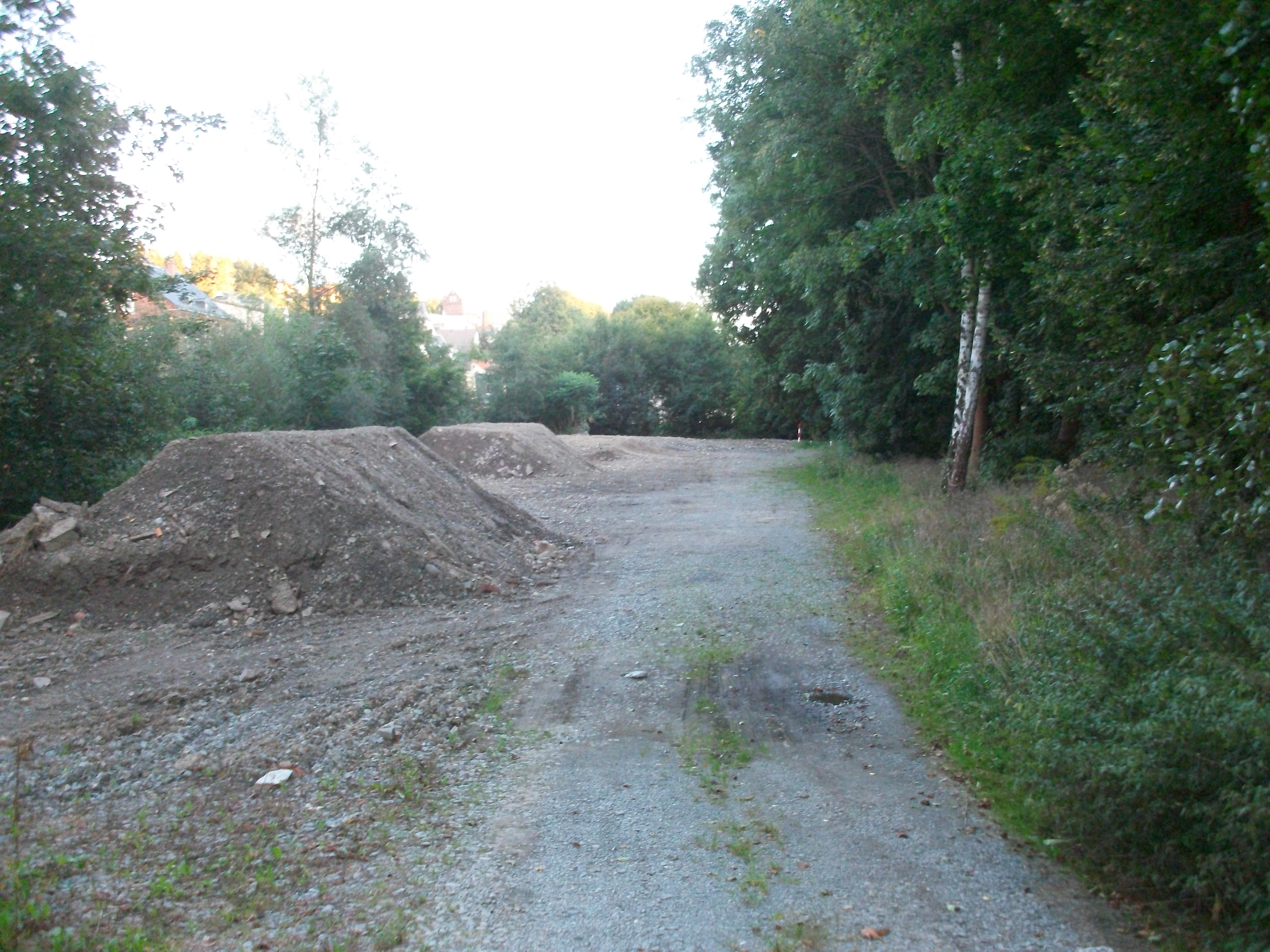
Ehemaliger Haltepunkt Mylau Hp (2017)

Nachdem die Stadt Mylau im Jahr 1895 mit den Stationen den Mylau Bahnhof und Mylau Haltestelle (1905 in Bahnhof Göltzschtalbrücke umbenannt) an der Bahnstrecke Reichenbach–Göltzschtalbrücke Eisenbahnanschluss erhalten hatte, bekam die Kommune am 16. November 1903 eine weitere Station auf dem Gebiet der Stadt. Mylau Haltepunkt wurde jedoch erst mit Eröffnung der Gesamtstrecke nach Lengenfeld ab dem 17. Mai 1905 von Zügen bedient. Im Jahr 1911 erfolgte die Umbenennung in Mylau Hp. Die unbesetzte Station lag am Rand der Altstadt von Mylau direkt am westlichen Ufer der Göltzsch. Sie war über die „Lambziger Straße“ zu erreichen und besaß einen 100 Meter langen Bahnsteig, eine hölzerne Wartehalle mit Abort und einen Wagenkasten. In Richtung Bahnhof Göltzschtalbrücke wurde direkt hinter der Station schräg die Göltzsch überquert. An der Station wurde im eingeschränkten Rahmen auch Expressgut abgefertigt. Der Haltepunkt war dem Bahnhof Reichenbach (Vogtl) unt. Bf unterstellt und wurde am 29. September 1957 außer Betrieb genommen.
Mylau Anker ⊙
Der Bedarfs-Haltepunkt Mylau Anker wurde am 15. Mai 1935 an der Trennung der Bahnstrecke Reichenbach–Göltzschtalbrücke von der Bahnstrecke Lengenfeld–Göltzschtalbrücke in Betrieb genommen. An beiden parallel verlaufenden Bahnstrecken existierte je ein Bahnsteig für den Personenverkehr. Seinen Namen hatte die Station an der „Netzschkauer Straße“ von dem in der Nähe befindlichen Gasthof „Zum goldenen Anker“. Nach dem Ende des Zweiten Weltkriegs wurde die Station bereits am 16. Dezember 1945 wieder geschlossen.
Zum Jahreswechsel 1962/63 wurde das von Lengenfeld kommende Gleis bis zum Kilometer 11,6 der Bahnstrecke Lengenfeld–Göltzschtalbrücke ausgebaut. Fortan nutzten die Züge in beiden Richtungen nur noch das Gleis der Bahnstrecke Reichenbach–Göltzschtalbrücke. An der eingebauten Abzweigweiche der beiden Strecken wurde ein Weichenwärterposten eingerichtet. Bei Übergabefahrten in Richtung Lengenfeld wurde die Weiche vom Zugpersonal aufgeschlossen und gestellt. Die beiden Einfahrsignale gingen außer Betrieb. Mit der Einstellung der Streckenabschnitte Mühlwand–Göltzschtalbrücke (Strecke nach Lengenfeld) im Jahr 1967 und Reichenbach unt Bf–Göltzschtalbrücke (Strecke nach Reichenbach ob Bf) im Jahr 1970 ging auch die Weiche außer Betrieb.
Göltzschtalbrücke ⊙

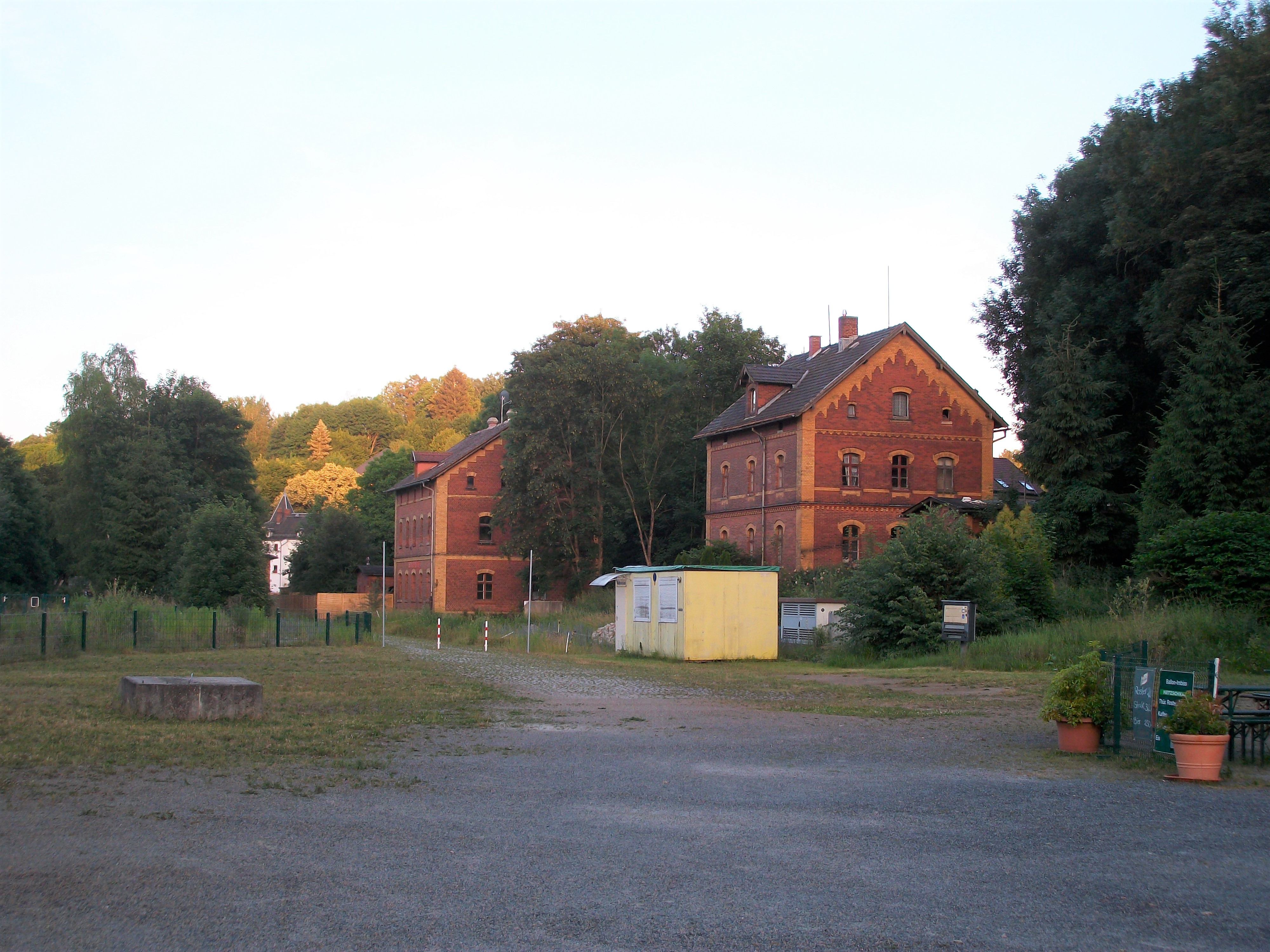
Ehemaliger Bahnhof Göltzschtalbrücke, Empfangsgebäude (links) und Bahnmeisterei (rechts) (2017)

Der Bahnhof Göltzschtalbrücke wurde als Haltestelle Mylau am 1. Mai 1895 zusammen mit der Bahnstrecke Reichenbach–Göltzschtalbrücke eröffnet. Mit der Eröffnung des ersten Teilstücks der Bahnstrecke Lengenfeld–Göltzschtalbrücke bis Weißensand für den Güterverkehr wurde die Station im Jahr 1903 zum Bahnhof aufgewertet und in Göltzschtalbrücke umbenannt. Seit 1905 fuhren von hier auch Züge bis Lengenfeld. Ursprünglich sollte noch eine Bahnstrecke nach Greiz gebaut werden. Aufgrund des Ersten Weltkriegs kam dieses Vorhaben nicht mehr zur Ausführung, wodurch das Ausziehgleis 80 Meter hinter der Göltzschtalbrücke endete. Der Bahnhof war im Personenverkehr kaum von Bedeutung, er diente vor allem dem Güterverkehr. Dem Bahnhof Göltzschtalbrücke waren die Stationen Mylau Anker, Mylau Hp, Mylau Bad und Schneidenbach unterstellt.
Der Personenverkehr wurde am 15. Dezember 1957 zwischen Weißensand und Reichenbach (Vogtl) ob Bf eingestellt. Seitdem hatte die Station den Rang eines Güterbahnhofs, die am 1. Januar 1959 dem Bahnhof Reichenbach (Vogtl) unt Bf unterstellt war. Ab 1962 war die Station nur noch eine Ladestelle. Der Güterverkehr nach Mühlwand wurde am 1. Juni 1967 und nach Reichenbach (Vogtl) unt Bf am 26. September 1970 aufgegeben. Allerdings fanden noch vereinzelt Bedienfahrten zu einem im Bahnhofsgelände gelegenen Anschlussgleis statt. Bis 1971 wurden im Bahnhof Wagen abgestellt. Im Jahr 1972 ging die Station außer Betrieb. Am Standort nahe der Göltzschtalbrücke sind bis heute das Empfangsgebäude, die Bahnmeisterei sowie Güterschuppen und Wirtschaftsgebäude vorhanden.